# Glėbo ežero apylinkės
Glėbo ežero apylinkės este o arie protejată (sit de importanță comunitară — SCI) din Lituania întinsă pe o suprafață de 685,56 ha, integral pe uscat.

## Localizare
Centrul sitului Glėbo ežero apylinkės este situat la coordonatele 54°14′58″N 24°30′02″E / 54.2494°N 24.5005°E.

## Înființare
Situl Glėbo ežero apylinkės a fost declarat sit de importanță comunitară în septembrie 2019 pentru a proteja un număr necunoscut de specii din flora spontană și fauna sălbatică aflate în arealul zonei.

## Biodiversitate
Situată în ecoregiunea boreală, aria protejată conține 4 habitate naturale: Mlaștini turboase de tranziție și turbării mișcătoare, Taiga vestică, Mlaștini împădurite, Păduri central-europene de pin scoțian cu licheni.
La baza desemnării sitului se află un număr nedeclarat de specii protejate.
Pe lângă speciile protejate, pe teritoriul sitului au mai fost identificate 1 specie de plante, 7 specii de păsări.